# Цифровий звук

Звукова хвиля (сіра), представлена в цифровому вигляді (червона)

Цифрови́й звук (англ. Digital audio) — спосіб зберігання звуку у формі цифрового сигналу. У ширшому сенсі — цифрові технології обробки, зберігання та відтворення звуку.
Цифровий звуковий сигнал — це двійкові дані, де інформація кодується за допомогою семплів (числових значень форми хвилі на кожен момент часу). Кожен семпл є набором бітів (значень 0 або 1). Зазвичай використовуються 16-бітні або 24-бітні сигнали. Кількість семплів на секунду в цифровому сигналі визначається частотою дискретизації (sample rate), яка вимірюється в герцах. Чим вища частота дискретизації — тим вищі частоти може містити звуковий сигнал.
Цифровий звук принципово відрізняється від аналогового. В аналогових звукових системах (наприклад при записі на грамофонні платівки, магнітофонні касети тощо), акустичні коливання повітря перетворюються на аналогічні за формою електричні за допомогою мікрофона та зберігаються, а відтворення звуку відбувається зворотнім шляхом — через підсилювач та конвертацію в акустичні коливання через гучномовець.
Цифровий звук, натомість, перетворює акустичні коливання у двійкові дані (1/0).

## Оцифрування звуку
Перетворення аналогового сигналу в цифровий відбувається з допомогою спеціального пристрою «аналогово-цифрового перетворювача» (наприклад, звукова карта комп'ютера). Окрім того, цифровий сигнал часто генерують з допомогою цифрових синтезаторів. Для програвання цифрового сигналу він знову перетворюється у аналоговий, і передається на гучномовець.

### Параметри оцифрування
Аналогово-цифровий перетворювач здійснює заміри амплітуди звукового сигналу з певною частотою дискретизації (sample rate) та з певною роздільністю (bit resolution). Відповідно основними якісними характеристиками цифрового аудіо є такі:
- Частота дискретизації, що визначає частоту, з якою здійснюються заміри амплітуди сигналу і вимірюється у Герцах або кілогерцах (кГц). Згідно з теоремою Котельникова, частота дискретизація повинна бути щонайменше вдвічі більшою за найвищу частоту корисного сигналу. Оскільки людина сприймає звуки частотою до 20 кГц, то для якісного аудіо частота дискретизація повинна бути щонайменше вдвічі вищою за цю частоту.
- Амплітудна роздільність, що визначає точність, з якою здійснюються заміри амплітуди сигналу. Амплітудна роздільність вимірюється у кількості бітів, що відводяться для запису значення амплітуди (семплу). Оскільки 1 біт = одному розряду у двійковій системі, ця величина називається розрядністю, а кількість можливих значень амплітуди x та кількість розрядів наступним y описується відношенням {\displaystyle x=2^{y}}. Тобто, наприклад, 16 бітова розрядність забезпечує запис 216 = 65 536 рівнів амплітуди.

Підвищення обох параметрів уможливлюють якісніше оцифрування звуку, проте збільшують і обсяги даних. Тому на практиці вживаються різні стандарти дискретизації та розрядності. Наприклад, стандартний Audio CD має частоту дискретизації 44,1 кГц (44,100 семпли в секунду) та 16-бітову розрядність для кожного каналу (стерео). Натомість DVD-Audio може використовувати частоту дискретизації до 192 кГц, а розрядність — до 24 біт.

### Антиалайзинг і дитеринг
Якщо записуваний сигнал включає частоти, вищі за максимально припустиму граничну частоту (англ. Nyquist frequency), при його оцифруванні виникає ефект накладання спектрів частот (англ. aliasing). Для запобігання цього ефекту необхідний фільтр захисту накладання спектрів, що обмежує спектр сигналу граничною частотою.
Іншим небажаним ефектом при оцифруванні звуку є шум квантування, що виникає внаслідок округлення значень амплітуди. Шум квантування сприймається як доволі неприємне спотворення на частоті 3-5 кГц. Для зменшення цього ефекту використовується дитеринг, ефект додавання до сигналу псевдовипадкового сигналу. Хоча загальний рівень шумів при дитерингу збільшується, суб'єктивно сприйманий неприємний ефект — зменшується.

### Якість звуку
Завданням як аналогової, так і цифрової систем є відтворення звуку з максимальною якістю. Проте існують ряд перешкод для досягнення бажаного результату:
- Аналоговий рівень власних шумів, який залежить від ємності та індуктивності, що обмежують смугу пропускання системи, а також опору, що обмежує амплітуду.
- Цифровий шум квантизації, який залежить від частоти дискретизації, що обмежує смуги пропускання, а також розрядності, що обмежує динамічний діапазон.

Для досягнення вищої якості запису необхідні високоякісні компоненти, що збільшує загальну вартість обладнання.

## Подальша робота з цифровим звуком

Огляд цифро <-> аналогового перетворення

Після оцифрування, оцифрований звуковий сигнал може бути підданим цифровій обробці, що може включати застосування фільтрів або звукових ефектів.
Далі цифрове аудіо може бути збережене або передане. Зберігання цифрового аудіо здійснюється на компакт-дисках, iPod, жорстких дисках або будь-яких інших цифрових носіях інформації. Для зменшення обсягу файлів звичайно застосовується стиснення звукових даних у таких форматах як MP3, Ogg Vorbis або AAC.
Останнім етапом роботи з цифровим аудіо є зворотна конвертація в аналоговий формат за допомогою Цифро-аналогового перетворювача (DAC). Як і АЦП, ЦАП працює із заданою частотою модуляції (sampling rate) та розрядністю (bit resolution), причому частота модуляції може відрізнятися від застосованої при АЦП. В цьому випадку здійснюються процеси передискретизаці, підвищення або зниження частоти модуляції.

## Застосування
Експериментальні цифрові звукозаписи існували з 1960-х. Комерційне продукування цифрових записів класичної та джазової музики починається на початку 1970-х, піонерами були японські компанії Denon, BBC та британський лейбл Decca. Перший 16-бітний PCM-запис у США був зроблений в 1976 році. В більшості випадків мікшування звуку не застосовувалось; цифровий стереозапис виготовлявся та використовувався як незмінний майстер-запис для наступного комерційного використання та позначався як «DDD» . Перший повністю цифровим (DDD) альбомом поп-музики став «Bop Till You Drop» гурту Ry Cooder, записаний в 1978.
Цифровий звук виявився корисним для запису, обробки, масового виробництва та поширення аудіо. В сучасності поширення музики через інтернет-магазини магазини залежить від цифрового запису та алгоритмів компресії звуку. Поширення звукової інформації у вигляді аудіофайлів значно дешевше ніж її поширення у вигляді фізичних об'єктів. В той же час, таке поширення дає можливість сумісного використання файлів через peer-to-peer мережі, що в багатьох країнах вважається піратством, шкідливим для бізнесу.